# Pótz-Nagy Ágoston
Pótz-Nagy Ágoston (Budapest, 1951. augusztus 16. –) magyar gitáros, a Gesarol együttes tagja volt, 1992 óta vezetője.

## Élete
Nagyapja Pótz-Nagy Árpád (1890 – ?) válogatott labdarúgó, középcsatár (BTC, FTC). Polgári foglalkozását tekintve magántáncos volt az Operaházban, majd az Operaház zenekarának tagja lett. Hegedűtanárként is működött. Apja dr. Pótz Nagy László – hegedű – koncertmester. Bátyja Pótz Nagy László szintén hegedűn játszott (még ma is működteti kamarazenekarát).
Így elkerülhetetlen volt, hogy ő is zenéljen, de neki már csak a zongora maradt. Általános iskolai tanulmányaival egy időben elkezdte zenei tanulmányait. Ez példásan alakult az első hónapban, amikor az egyik óra után sírva ment haza, mert a tanár néni azt kérte, hogy bal kézzel mást játsszon, mint a jobbal.
Ezután egy év szünet jött, de utána hat évig minden rendben volt. Tekintettel arra, hogy Árpád nagypapa a Sashalmi Zenede egyik alapítója volt, azt próbálta kieszközölni, hogy hadd menjen át dzsesszzongora szakra. Ezt sajnos az iskola vezetése nem támogatta, mert még nem volt 16 éves. Ezek után nem volt mit tenni, más hangszer után kellett nézni. Barátja Fekete Attila a Saturnus együttes basszusgitárosa készített neki egy gitárt, amin elkezdte a gitározás alapjait megismerni. Az I. István Közgazdasági Technikumban – 1965-1969 – már iskolazenekarban játszott barátaival, amit HAUS BYRDS–nek hívtak és korabeli nyugati együttesek számait próbálták eljátszani. Ebből lett a GESAROL 1969-ben. Itt már Schuster Lóránt volt a főnök és az 1970-es évek elejétől saját dalokat írtak.
Ágoston elvégezte a Kereskedelmi, Vendéglátóipari- és Idegenforgalmi Főiskolát, s a polgári életben üzletág igazgatóként dolgozik. 1972-ben megnősült, házasságából két gyermek született, ma már felnőttek, s négy unokával örvendeztették meg apjukat. Ágoston tartott egy rövid szünetet, de lényegében a zenétől sosem szakadt el. Először diszkózott, majd amikor a gyerekek már biztos pályán mozogtak, régi barátaival újra megalakították a GESAROL-t 1992-ben egy „PÉK BÁL” keretében. Azóta a zenekar szinte heti rendszerességgel koncertezik és Pótz-Nagy Ágoston vezetésével viszik a GESAROL zászlaját tovább. Számtalan fesztiválon, motorostalálkozón, falunapon ismerhette meg a nagyérdemű a zenekart és remélhetőleg még megy tovább egy jó darabig. Fennállásának 48., újraalakulásának 23. évfordulóját ünnepelte a GESAROL együttes 2015 nyarán.

## Saját szerzeményei
- Lengőajtó
- Szakadj meg
- Ítéletnap

## Könyv
- Gesarol. 50 év rock and roll; XVI. Kerületi Önkormányzat, Bp., 2017